# Lazaros Christodulopulos
Lazaros Christodulopulos (řecky Λάζαρος Χριστοδουλόπουλος; * 19. prosince 1986, Soluň, Řecko) je řecký fotbalista a reprezentant, v současné době hráč italského klubu Hellas Verona.
Nastupuje na pozici ofenzivního záložníka.

## Klubová kariéra
Christodulopulos hrál v Řecku nejprve za PAOK FC a v letech 2008–2013 za Panathinaikos FC. V sezoně 2013/14 oblékal dres italského klubu Bologna FC 1909 a od července 2014 hraje za Hellas Verona. S Panathinaikosem získal v sezoně 2009/10 domácí ligový titul i triumf v řeckém poháru.

## Reprezentační kariéra
V A-mužstvu Řecka debutoval 5. února 2008 proti B-týmu České republiky.
Zúčastnil se Mistrovství světa 2014 v Brazílii, kam jej nominoval portugalský trenér Fernando Santos. Zde Řekové dosáhli svého historického maxima. Poprvé na světových šampionátech postoupili do osmifinále (ze základní skupiny C), tam byli vyřazeni Kostarikou v penaltovém rozstřelu poměrem 3:5 (stav po prodloužení byl 1:1).